# Полистовски резерват природе
Полистовски резерват природе (рус. Полистовский заповедник) заштићено је природно подручје са статусом строгог резервата природе (IUCN категорија Ia) на крајњем западу европског дела Руске Федерације. Резерват се налази у источном делу Псковске области, уз саму границу са Новгородском облашћу, и административно припада Бежаничком и Локњанском рејону. На истоку се даље наставља на Рдејски резерват природе на територији Новгородске области. Налази се на око 120 километара југоисточно од града Пскова, а најближи градски центри су Бежаници и Новоржев. Локалитет се налази на листи заштићених Рамсарских подручја.
Полистовски резерват основан је 25. маја 1994. године са циљем очувања и заштите јединственог мочварног екосистема у међуречју Ловата и Полиста. Подручје обухвата територију површине 63.486 хектара, а око строго заштићеног подручја налази се још и заштићени појас површине 17.279 хектара.
Рељеф подручја настао је деловањем глацијалних процеса током последњег леденог доба и карактерише га изразито раван терен са бројним мочварама и језерима глацијалног порекла. Највеће језерске површине налазе се у северном делу резервата, а површински највеће је Руско језеро, површине око 420 хектара. На западу се резерват наставља на источну обалу језера Полисто (површине 3.160 ха) које има статус споменика природе. Доминирају широка пространства под тресавама, док су шумска подручја знатно ређа и углавном заступљена на нешто издигнутијим теренима. На подручју резервата расте 468 врста биљака. Међу четинарима најраширенија је смрча, док код листопадног дрвећа доминирају храст, бреза, липа и јасика.
На подручју резрвата обитава 205 врста птица, те 31 врста сисара. Међу сисара статус угрожене врсте има европски визон (Mustela lutreola).
Подручје се налази у зони умереноконтиненталне климе са јако израженим маритимним утицајима са Балтика. Просечна годишња температура ваздуха има вредности од око +4,9 °C, дужина вегетационог периода је 175 дана, а просек дана без мраза на годишњем нивоу је 143 дана.
Администрација резервата налази се у селу Цевло.